# Sandra Peña Lesmes
Sandra Peña Lesmes (Barcelona, 14 de gener de 1978) és una exjugadora de bàsquet catalana.
Pivot, es formà al Bàsquet Femení Cornellà i el 1992 s'incorporà al centre formatiu Segle XXI. Debutà a la Lliga Femenina estatal amb l'Universitari de Barcelona la temporada 1997-98 i, posteriorment, jugà a diversos equips de l'elit estatal, l'AD Cortegada (1998-99), el Ciudad de Burgos (1999-00), aconseguint un subcampionat de la Copa de la Reina, i el Club Bàsquet Santa Rosa de Lima Horta (2000-01). La temporada 2001-02 fitxà pel CB Ponce de León de la Lliga Femenina 2, i la següent temporada competí amb el Jovent Palma (2002-05 i 2008-09). Al final de la temporada 2008-09 es retirà de la competició.
Posteriorment, ha exercit com a coordinador de l'escola de bàsquet del Club Sant Josep Obrer.